# نهر غواسكوران
نهرغواسكوران أو ريو غواسكوران هو نهر في هندوراس والسلفادور يقسم البلدين.